# Амфібія
Ця стаття про технічне вживання терміна. Оригінальне його значення — представник Амфібій, класу тварин.
«Амфі́́бія» (транспорт) — машина, спроможна пересуватись і суходолом і водою або й під водою

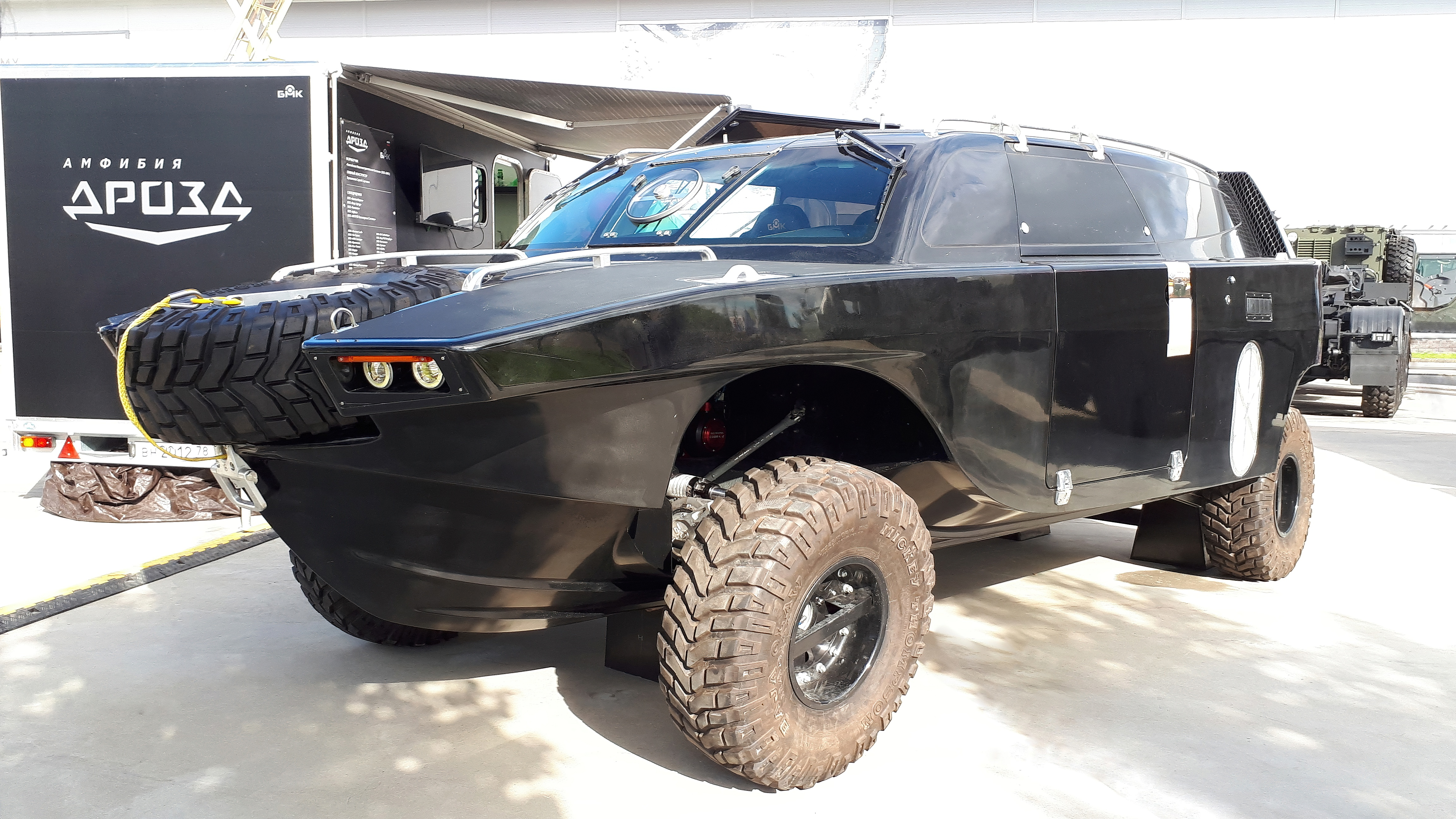
Автомобіль-амфібія «Дрозд» (вид спереду)

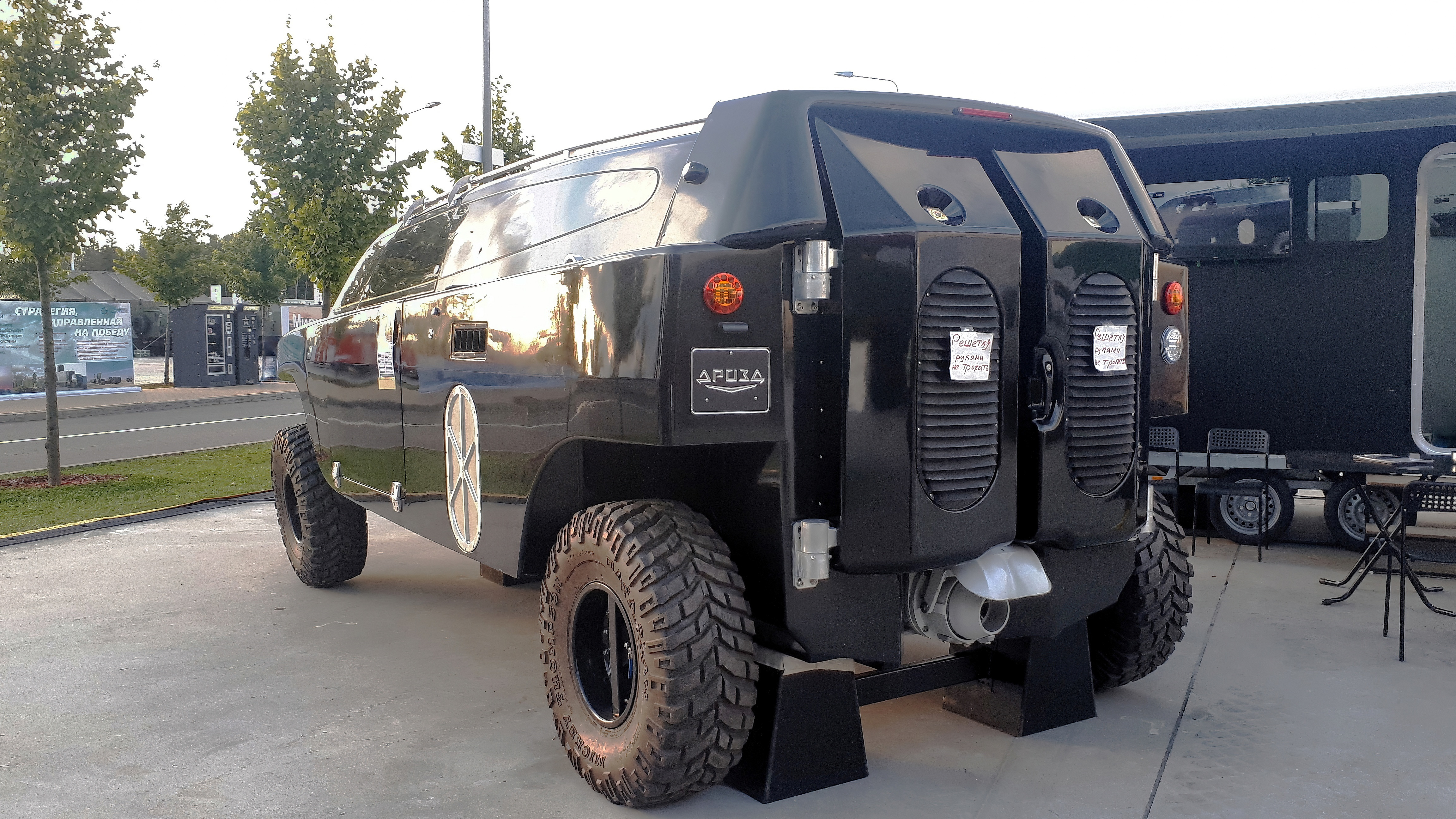
Автомобіль-амфібія «Дрозд» (вид ззаду)

«Амфібії» бувають: танки, бронетранспортери, автомобілі і трактори.
«Амфібіями» також називають літаки, пристосовані для посадки на суші і на воді.
Плавучість усіх видів «Амфібій» забезпечується великим вільним внутрішнім об'ємом герметизованого корпусу, а іноді за рахунок додаткових поплавців.
Рух на воді здійснюється за допомогою гвинтів, гусениць або водометних рушіїв. «Амфібії» досягають на воді швидкості 10 і більше км/год.
Наземні «Амфібії» використовуються переважно у військовій справі як десантно-переправні засоби і для розвідки, літаки-«Амфібії» — на пасажирських лініях у районах морів і численних озер та річок, а також для обслуговування рибних і звіробійних промислів, для льодової розвідки тощо.